# Pleiochaeta
Pleiochaeta (Sacc.) S. Hughes – rodzaj workowców. Grzyby mikroskopijne, pasożyty roślin. Są szeroko rozprzestrzenione, zwłaszcza na obszarach o klimacie umiarkowanym. W Polsce występuje Pleiochaeta setosa, u łubinu wywołująca chorobę o nazwie brunatna plamistość liści łubinu.

## Systematyka i nazewnictwo
Pozycja w klasyfikacji według Index Fungorum: Incertae sedis, Incertae sedis, Incertae sedis, Incertae sedis, Pezizomycotina, Ascomycota, Fungi.
Po raz pierwszy zdiagnozował go w 1895 r. Pier Andrea Saccardo jako podrodzaj Pleiochaeta w obrębie rodzaju Ceratophorum. Do rangi rodzaju podniósł go Stanley John Hughes w 1951 r.
Dawniej zaliczany był do grzybów niedoskonałych, w Index Fungorum jak dotąd nie został dokładniej sklasyfikowany, wiadomo tylko, że zaliczany jest do workowców.

## Morfologia
Anamorfy należą do Pezizomycotina, teleomorfy nie są znane. Konidiofory wyrastają z grzybni pojedynczo. Są cylindryczne, gładkie, nierozgałęzione, jasnooliwkowe. Komórki konidiotwórcze zygzakowato wygięte. Powstają na nich na nich konidia podzielone poprzecznymi septami na 2 do kilku komórek. Skrajne komórki konidiów są hialinowe, środkowe słomkowożółte. Charakterystyczną cechą jest występowanie na szczytowej komórce szydłowatych przyczepek w liczbie 1–4.

## Gatunki
- Pleiochaeta albiziae (Petch) S. Hughes 1951
- Pleiochaeta amazonensis Matsush. 1993
- Pleiochaeta cassiae Govindu, K.S. Shetty & Chann. 1966
- Pleiochaeta setosa (Kirchn.) S. Hughes 1951
- Pleiochaeta stellaris Rambelli & Onofri 1981

Nazwy naukowe na podstawie Index Fungorum.